# Raising Hell
Raising Hell är en musikvideo med den brittiska heavy metalgruppen Iron Maiden. Den släpptes i september 1994. 
Videon är en livevideo där Iron Maiden kombinerar sin musik med magikern Simon Drakes show. Iron Maiden spelar alltså sina låtar och mellan dem så gör Drake olika magiska trick. De flesta tricken gick ut på att Drake skulle mörda hans vackra assistenter eller någon ifrån publiken. Detta gjorde han på vissa groteska vis. 
Hela konserten avslutas med att Drake drar med Bruce Dickinson in i en Järnjungfru (en. Iron Maiden) där han mördas av de tusentals spikar som finns där inne. Därefter hugger Iron Maidens maskot Eddie av Dickisons huvud och placerar det på en spik. Detta var också den sista spelningen sångaren Bruce Dickinson medverkade på innan han lämnade bandet. Han återvände till bandet 1999.

## Låtlista
1. Be Quick or Be Dead (Dickinson, Gers)
2. The Trooper (Harris)
3. The Evil That Men Do (Smith, Dickinson, Harris)
4. The Clairvoyant (Harris)
5. Hallowed Be Thy Name (Harris)
6. Wrathchild (Harris)
7. Transylvania (Harris)
8. From Here to Eternity (Harris)
9. Fear of the Dark (Harris)
10. The Number of the Beast (Harris)
11. Bring Your Daughter...To the Slaughter (Dickinson)
12. 2 Minutes to Midnight (Smith, Dickinson)
13. Afraid to Shoot Strangers (Harris)
14. Heaven Can Wait (Harris)
15. Sanctuary (Harris, Di'Anno, Murray)
16. Run to the Hills (Harris)
17. Iron Maiden (Harris)

## Banduppsättning
- Bruce Dickinson - sång
- Janick Gers - gitarr
- Dave Murray - gitarr
- Steve Harris - bas
- Nicko McBrain - trummor